# سنت‌آنتال‌فا
سنت‌آنتال‌فا (به مجاری:  Szentantalfa) یک شهرداری در مجارستان است که در ناحیه بالاتون‌فورد واقع شده‌است. سنت‌آنتال‌فا ۶٫۶۱ کیلومتر مربع مساحت و ۴۱۷ نفر جمعیت دارد.